# サブミリ波
サブミリ波は、波長が0.1mm〜1mmの電磁波。ミリ波よりも波長が短いことから名づけられた。電波法施行規則では、デシミリメートル波と呼ばれている。
周波数としては3THz〜300GHzであり、およそマイクロ波の上限に相当する。なお3THz近辺は、テラヘルツ波とも呼ばれる。

## 特性
特性は光に近く、直進性が強く、空気中の水蒸気によって減衰する。

## 用途
近距離の無線通信や電波天文学、非破壊検査、医用画像の取得、診断に用いられる。
伝送媒体には導波管や光ファイバーが使用される。
周波数帯域が広いので大容量の通信に適する。指向性が強く、空気中で減衰するので長距離の通信には適さない。
以前は超伝導素子やジャイロトロンのような電子管などの大掛かりな装置が必要だったが、近年では窒化ガリウムのような化合物半導体を用いた高周波半導体素子の向上とサブミリ波より低い周波数帯の利用率の逼迫により、徐々に普及しつつある。